# Мусашино
Мусашино (јап. 武蔵野市) град је у Јапану у префектури Токио. Према попису становништва из 2005. у граду је живело 137.525 становника.

## Становништво
Према подацима са пописа, у граду је 2005. године живело 137.525 становника.
| 1995.   | 2000.   | 2005.   |
| ------- | ------- | ------- |
| 135.051 | 135.746 | 137.525 |